# 1965

## Події
- 26 квітня — почала мовлення перша українська музична радіостанція — Українське радіо "Промінь" (УР-2).
- 9 серпня — Сингапур здобув незалежність від Малайзії.
- б/д — масові заворушення у Радянській Вірменії. Вірмени зажадали офіційного поминання геноциду в п'ятдесяті роковини. Радянська влада поступилася і в Єревані був побудований музей-меморіал геноциду[1].

### Наука
- Арно Пензіас та Роберт Вудро Вільсон відкрили реліктове випромінювання.

## Народились
Дивись також Категорія:Народились 1965
- 4 січня — Джулія Ормонд, англійська акторка
- 14 січня — Шаміль Басаєв, чеченський польовий командир
- 14 січня — Slick Rick, англо-американський репер
- 1 лютого — Брендон Брюс Лі, американський кіноактор
- 1 лютого — Стефанія, принцеса Монако
- 1 лютого — Шерілін Фенн, американська акторка
- 5 лютого — Георге Хаджи, румунський футболіст, тренер
- 18 лютого — Dr. Dre, американський реп-співак, композитор.
- 25 березня — Сара Джессіка Паркер, американська акторка
- 4 квітня — Роберт Дауні (молодший),американський актор, продюсер і музикант
- 9 квітня — Павліна Порізкова, американська топ-модель та акторка
- 7 травня — Кріс О'Коннор, рок-музикант, співак
- 10 травня — Кріст Новоселік, рок-музикант (Nirvana)
- 13 травня — Маша Распутіна, російська поп-співачка
- 17 травня — Трент Резнор, рок-співак, музикант (Nine Inch Nails)
- 27 травня — Тодд Бріджес, актор
- 31 травня — Брук Шилдс, американська топ-модель, акторка
- 1 червня — Найджел Шорт, англійський шахіст
- 10 червня — Олексій Плотніков, український вчений-економіст і політик.
- 10 червня — Елізабет Герлі, акторка, модель.
- 10 червня — Лінда Євангеліста, канадська топ-модель.
- 17 червня — Ден Дженсен, американський ковзаняр-спринтер
- 22 червня — Том Каннінгем, ударник рокгурту Wet, Wet, Wet
- 23 червня — Валерій Меладзе, поп-співак
- 7 липня — Жанна Агузарова, російська співачка
- 23 липня — Слеш (Сол Гадсон), американський гітарист (Guns'n'Roses)
- 26 липня — Сандра Буллок, американська акторка
- 27 липня — Хосе Луїс Чилаверт, парагвайський футболіст
- 1 серпня — Сем Мендес, англійський кінорежисер
- 14 серпня — Еммануель Беар, французька кіноакторка
- 18 серпня — Ігор Момот, генерал-майор Державної прикордонної служби України. Герой України.
- 19 серпня — Марія де Медейруш, португальська акторка
- 24 серпня — Марлі Матлін, американська акторка
- 28 серпня — Шаная Твейн, канадська співачка
- 2 вересня — Леннокс Льюїс, британський боксер
- 3 вересня — Чарлі Шин, американський кіноактор
- 16 вересня — Алла Мазур, українська телеведуча.
- 25 вересня — Скотті Піппен, американський баскетболіст
- 4 жовтня — Євген Касперський, російський програміст
- 5 жовтня — Маріо Лем'є, канадський хокеїст
- 11 жовтня — Шон Патрік Фленері, американський актор
- 6 листопада — Марина Хлєбнікова, російська поп-співачка
- 17 листопада — Руслана Писанка, українська телеведуча та акторка театру і кіно (пом. в 2022).
- 19 листопада — Лоран Блан, французький футболіст
- 21 листопада — Б'єрк, ісландська рок-співачка, акторка
- 30 листопада — Бен Стіллер, американський кіноактор, режисер
- 31 грудня — Віктор Павлик, український співак.

## Померли
Дивись також Категорія:Померли 1965
- 10 січня — Антонін Бечварж, чеський метеоролог і астроном
- 24 січня — Черчілль Вінстон, політик і державний діяч, прем'єр-міністр Великої Британії у роки Другої світової війни.
- 21 квітня — Едвард Віктор Епплтон, британський фізик, лауреат Нобелівської премії 1947 року «за дослідження фізики верхніх шарів атмосфери, особливо за відкриття так званого шару Епплтона»
- 22 квітня — Петро Дяченко, командир полку Чорних запорожців, командир 2-ї дивізії Української Національної Армії, генерал-хорунжий УНА в екзилі.

## Нобелівська премія
- З фізики: Синітіро Томонага, Джуліан Швінгер та Річард Філіпс Фейнман — «За фундаментальні роботи із квантової електродинаміки, що мали глибокі наслідки для фізики елементарних часток»
- З хімії: Роберт Бернс Вудворд — «За внесок в дослідження органічного синтезу»
- З медицини та фізіології: Франсуа Жакоб, Андре Львов та Жак Моно — «За відкриття, що стосуються генетичного контролю синтезу ферментів і вірусів»
- З літератури: Шолохов Михайло Олександрович
- Премія миру: Дитячий фонд ООН

## Державна премія УРСР імені Тараса Шевченка
- Панч Петро Йосипович